# پیمان آمین
پیمان آمیان پیمانی صلحی است که ۱۸۰۲ و در کشاکش انقلاب کبیر فرانسه بین بریتانیا و فرانسه در منطقه آمیان به امضا رسید.

## بستن پیمان
پیمان نامه بین ژوزف بناپارت از فرانسه و مارکوس کورنوالز از بریتانیا در ۲۵ مارس ۱۸۰۲ در منطقه آمیان بسته شد و به دشمنی میان دو کشور به‌طور موقت پایان داد.

## دوام پیمان
عمر این صلح تنها یک سال و تا ۱۸ مه ۱۸۰۳ به درازا انجامید و تنها دوره صلح در دوره جنگ بزرگ فرانسه (۱۸۱۵–۱۷۹۳) بود.